# Tân Đông, Thạnh Hóa
Tân Đông là một xã thuộc huyện Thạnh Hóa, tỉnh Long An, Việt Nam.

## Địa lý
Xã Tân Đông nằm ở cửa ngõ phía đông huyện Thạnh Hóa, có vị trí địa lý:
- Phía đông và phía bắc giáp huyện Thủ Thừa
- Phía tây giáp xã Tân Tây
- Phía nam giáp huyện Thủ Thừa và tỉnh Tiền Giang.

Xã có diện tích 31,83 km², dân số năm 1999 là 5.631 người, mật độ dân số đạt 177 người/km².

## Hành chính
Xã được chia thành 4 ấp: 1, 2, 3, 4.

## Lịch sử
Sau năm 1975, Tân Đông là một xã thuộc huyện Mộc Hóa.
Ngày 19 tháng 9 năm 1980, huyện Mộc Hóa được chia thành hai huyện Mộc Hóa và Tân Thạnh, xã Tân Đông thuộc huyện Tân Thạnh.
Ngày 26 tháng 6 năm 1989, Hội đồng Bộ trưởng ban hành Quyết định 74-HĐBT. Theo đó, chia xã Tân Đông thành hai xã Tân Đông và Tân Tây; đồng thời chuyển các xã Tân Đông và Tân Tây về huyện Thạnh Hóa mới thành lập.
Sau khi điều chỉnh địa giới hành chính, xã Tân Đông còn lại 2.850 ha diện tích tự nhiên và 4.270 người.